# Silvio Blatter
Silvio Blatter (* 25. Januar 1946 in Bremgarten AG) ist ein Schweizer Schriftsteller und Maler.

## Leben
Silvio Blatter stammt aus einer Arbeiterfamilie. Er besuchte die Bezirksschule in seinem Heimatort und von 1962 bis 1966 das Lehrerseminar Wettingen (AG). Anschliessend war er sechs Jahre lang Primarschullehrer in Aarau. 1970 arbeitete er mehrere Monate lang in einem Betrieb der Metallindustrie.
1972 nahm er das Studium der Germanistik an der Universität Zürich auf, das er nach sechs Semestern abbrach. 1974 war er erneut in der Industrie tätig, diesmal als Maschinenarbeiter in der Kunststoffindustrie. 1975 absolvierte er beim Schweizer Radio DRS eine Ausbildung zum Hörspielregisseur. Nach längeren Aufenthalten in Amsterdam, Husum und St. Louis liess er sich 1976 als freier Schriftsteller in Zürich nieder, wo er auch heute wieder lebt, nachdem er zehn Jahre in Oberglatt im Kanton Zürich gewohnt hatte. Daneben hält er sich auch regelmässig in München auf, wo seine Frau, die Malerin Petra Amerell ihre Wurzeln hat.
Sein Archiv befindet sich seit 2017 im Schweizerischen Literaturarchiv in Bern.

## Leistungen
Silvio Blatter, der vorwiegend Prosa schreibt, schildert in seinen frühen Werken detailliert den monotonen Alltag der Industriearbeiter. Bekannt wurde er durch die Freiamt-Trilogie, bestehend aus den Romanen Zunehmendes Heimweh, Kein schöner Land und Das sanfte Gesetz, die ein breit angelegtes Bild von Blatters Heimatregion, dem Aargauer Freiamt, und ihren Bewohnern zeichnen. In den 1990er Jahren trat Blatters literarische Tätigkeit in den Hintergrund, da er sich fast zehn Jahre vorwiegend der Malerei widmete. Seit dem Jahr 2000 sind Schreiben und Malen wieder gleich wichtig für ihn.
Silvio Blatter ist Mitglied des Deutschschweizer PEN-Zentrums, dessen Vorsitzender er von 1984 bis 1986 war.

## Auszeichnungen und Ehrungen
- 1972 Förderpreis der Stadt Zürich
- 1974 Conrad-Ferdinand-Meyer-Preis
- 1978 Förderpreis der Stadt Zürich
- 1979 Preis der Neuen Literarischen Gesellschaft

## Werke

### Bücher Originalausgaben
- Brände kommen unerwartet. Regenbogen, Zürich 1968
- Eine Wohnung im Erdgeschoss. Sauerländer, Aarau 1970
- Schaltfehler. Erzählungen. Flamberg, Zürich 1972
- Mary Long. Roman. Flamberg, Zürich 1973
- Nur der König trägt Bart. Erzählung. Schweizerische Werbestelle für das Buch, Zürich 1973
- Flucht und Tod des Daniel Zoff. Vorläufiges Protokoll eines ländlichen Tages. Sauerländer, Aarau 1974
- Genormte Tage, verschüttete Zeit. Eine Erzählung. Suhrkamp (es 858), Frankfurt am Main 1976
- Zunehmendes Heimweh. Roman. Suhrkamp, Frankfurt am Main 1978
- Love me tender. Erzählung. Suhrkamp, Frankfurt am Main 1980
- Die Schneefalle. Roman. Benziger, Zürich 1981
- Kein schöner Land. Roman. Suhrkamp, Frankfurt am Main 1983
- Die leisen Wellen. Das Buch vom See. Schweizer Verlagshaus, Zürich 1985 (Text zu Fotos von Ulrich Anderegg)
- Wassermann. Roman. Suhrkamp, Frankfurt am Main 1986
- Das sanfte Gesetz. Roman. Suhrkamp, Frankfurt am Main 1988
- Das blaue Haus. Roman. Suhrkamp, Frankfurt am Main 1990
- Avenue America. Roman. Insel, Frankfurt am Main/Leipzig 1992
- Die Glückszahl. Novelle. Frankfurter Verlagsanstalt (FVA), Frankfurt am Main 2001, ISBN 3-627-00082-X
- Zwölf Sekunden Stille. Roman. FVA, Frankfurt am Main 2004, ISBN 3-627-00114-1
- Eine unerledigte Geschichte. FVA, Frankfurt am Main 2006, ISBN 3-627-00131-1
- Zwei Affen. Roman. Dumont, Köln 2008, ISBN 978-3-8321-8050-8
- Vier Tage im August. Roman. Langen-Müller, München 2013, ISBN 978-3-7844-3316-5
- Wir zählen unsere Tage nicht.[3] Roman. Piper, München, Zürich 2015, ISBN 978-3-492-05645-8
- Die Unverbesserlichen. Roman. Piper, München 2017, ISBN 978-3-492-05814-8.
- Es ist sein Leben. Erzählungen. Geparden Verlag, Zürich 2024, ISBN 978-3-907406-13-7.

Bilder von Silvio Blatter sind veröffentlicht in:
- Der blinde Fleck. Galerie Marie-Louise Wirth, Schöftland 1992
- Jürg Amann: Sternendrift. Ein amerikanisches Tagebuch. Eremiten-Presse, Düsseldorf 2003, ISBN 3-87365-331-1

### Hörspiele/Radiosendungen
- Alle Fragen dieser Welt, DRS 1975
- Weihnachtsträume, DRS 1975
- Letschti Liebi (Dialektfassung des Hörspiels von Urs Ledergerber), DRS 1976
- Was schafft din Vatter? (Dialektfassung von Der Beruf des Vaters von Michael Scharang), DRS 1976
- Bologna kann warten, DRS 1981

## Notizen
1. ↑   https://www.cas.uni-muenchen.de/veranstaltungen/kunst/vergangene_austellungen/kunst_amarell_petra/index.html, abgerufen am 12. Mai 2021.
2. ↑   https://www.kellertheater-bremgarten.ch/spielplan/kein-schoener-land, abgerufen am 11. Mai 2021.
3. ↑  http://www.kirche-im-wdr.de/startseite/makePdf/programm/wir-zaehlen-unsere-tage-nicht/
4. ↑  eine sehr deutliche Kritik am Schaffen Blatters

| Personendaten    | Personendaten            |
| ---------------- | ------------------------ |
| NAME             | Blatter, Silvio          |
| KURZBESCHREIBUNG | Schweizer Schriftsteller |
| GEBURTSDATUM     | 25. Januar 1946          |
| GEBURTSORT       | Bremgarten AG            |